# Diómedes Espinal de León
Diómedes Espinal de León (ur. 25 sierpnia 1949 w Villa Trina) – dominikański duchowny katolicki, biskup Mao-Monte Cristi od 2006.

## Życiorys
Święcenia kapłańskie otrzymał 22 lipca 1978. Był m.in. wicerektorem (1978-1979) i rektorem (1979-1984 oraz 1998-2000) niższego seminarium św. Piusa X w Santiago de los Caballeros, profesorem w Seminarium Santo Tomás de Aquino (1985-1989, 1992-1995 oraz 1995-2000), oraz proboszczem Matki Bożej Różańcowej w Moca (1989-1992).

### Episkopat
20 kwietnia 2000 papież Jan Paweł II mianował go biskupem pomocniczym archidiecezji Santiago de los Caballeros, ze stolicą tytularną Vardimissa. Sakry biskupiej udzielił mu 2 czerwca 2000 arcybiskup Juan Antonio Flores Santana.
24 maja 2006 papież Benedykt XVI ustanowił go biskupem ordynariuszem Mao-Monte Cristi.
W 2017 został wybrany przewodniczącym Konferencji Episkopatu Dominikany.